# ヴァイオリンソナタ第1番 (スタンフォード)
ヴァイオリンソナタ第1番 ニ長調 作品11は、チャールズ・ヴィリアーズ・スタンフォードがドイツ留学を終えた直後の1877年に作曲したヴァイオリンソナタ。最初期の楽曲であり、これ以前の室内楽曲にはイ長調のチェロソナタしかない。作曲の年に初演され、1878年にドイツのRies & Erlerから出版された。曲はヴァイオリニストのルートヴィヒ・シュトラウスへ献呈された。

## 概要
スタンフォードは1877年に本作を完成させた。これは彼が作曲を学ぶためのドイツ留学から帰国し、ケンブリッジ大学トリニティ・カレッジへ復学してすぐのことであった。同年には他にも詩篇第46篇やジョン・キーツの『La Belle Dame sans Merci』への曲付け、スリー・クワイア・フェスティバルのための序曲（現在は散逸）、最初の室内楽曲であるチェロソナタ イ長調が書かれている。
初演はケンブリッジ大学音楽協会が1877年5月18日に催した演奏家にて、作曲家自身のピアノ、ルートヴィヒ・シュトラウスのヴァイオリンで行われた。同じ奏者によるロンドン初演は11月6日に実施された。ジェレミー・ディブルによると、スタンフォードはもともと本作を英国のノヴェロ社から出版することを計画していたが、当時のイギリスの出版社が室内楽曲を出版することは一般的ではなかったため、かわりにドイツの出版社をあたることになり、最終的にドレスデンを拠点とするRies & Erlerに落ち着いたという。同社は本作を作品11として出版し、ルートヴィヒ・シュトラウスへの献辞を掲げた。
出版後はヨーゼフ・ヨアヒム門下のヴァイオリニストであるヘルマン・フランケがレパートリーに取り入れ、1882年のロンドン中心の演奏会シリーズで演奏した。
ジェレミー・ディブルとポール・ロドメルは共に著書の中で本作について触れ、本作はスタンフォードがブラームスのヴァイオリンソナタに触れる前に書かれた作品であるため、ベートーヴェンとシューマンの影響が表れていると述べている。一方、両者の意見が異なるのは作品の出来についてであり、ロドメルは『Oxford and Cambridge Undergraduate's Journal』に掲載された匿名の評論において、このソナタの後半楽章が第1楽章と同じ水準に達していないという指摘する評を引き合いに出し、本作を完全な成功作とは看做さないと述べている。

## 楽曲構成
全3楽章で構成される。演奏時間は約22-26分。

### 第1楽章
Allegro 3/4拍子 ニ長調
ヴァイオリンとピアノのユニゾンで開始する（譜例1）。15小節目からは同じ主題がヘ長調に移されており、ベートーヴェンの影響が窺われる。
譜例1
第2の主題群はイ長調で出され、リズムと和声がシューマンを想起させるものとなっている（譜例2）。
譜例2
提示部の反復の後、展開部では譜例1と譜例2が交互に扱われていき、強奏により堂々と譜例1の再現となる。譜例2をニ長調で再現し、両主題を用いた展開が置かれ、最後はプレストに加速して閉じられる。

### 第2楽章
Allegretto moderato 2/2拍子 ト長調
変奏曲形式。古典的佇まいを持ちながらも、細部にはシューマン風の要素が顔をのぞかせる。まず、ピアノによって主題が提示され（譜例3）、これにヴァイオリンが加わる。
譜例3
第1変奏ではヴァイオリンが主題を受け持ち、ピアノは自由な音型を奏でる。第2変奏は主題を三連符とし、第3変奏ではト短調に転じる。第4変奏ではテンポ・ディ・ミヌエット、3/4拍子となり、軽やかな変奏が繰り広げられる。その後、元のテンポと拍子に戻ってコーダとなり、落ち着いて結ばれる。

### 第3楽章
Allegretto 2/4拍子 ニ長調
ソナタ形式。開始主題は第2楽章の材料から導かれており（譜例4）、同主短調からの開始と併せてシューマンの影響を強く感じさせる。
譜例4
第2主題はドルチェで出される譜例5であり、ヴァイオリンも加わって豊かに歌われる。
譜例5
展開部の中央では変ニ長調に転じて新しい主題が奏される。譜例4の再現はピアノのスタッカートの伴奏に乗って行われ、第2主題も続いて再現される。最後はピウ・モッソとなって曲は華やかに締めくくられる。

## 録音
本作には録音が行われる兆しが見えなかったが、1990年代にCALAレーベルからヴァイオリンのスザンヌ・シュタンツェライトとピアノのGusztáv Fenyöがトマス・ダンヒルとグランヴィル・バントックのソナタとの組み合わせで録音をリリースした。同じ音源は2000年代にレギス・レコードから再版されており、ひとつはもとの1枚、もうひとつはCALA系列でシュタンツェライトがピアニストのジュリアン・ジェイコブソンとプライオリー・レコードのサブレーベルに録音したピーター・ラシーン・フリッカー、アラン・ロースソーン、レイフ・ヴォーン・ウィリアムズのソナタのCDとのセットで出された。
ハイペリオン・レコードは1999年にスタンフォードのヴァイオリンソナタ第2番との組み合わせで、ポール・バレットのヴァイオリン、キャスリーン・エドワーズのピアノによる録音をリリースした。2013年には、ヴァイオリニストのアルベルト・ボローニ、ピアニストのクリストファー・ハウエルが、スタンフォードの現存する器楽作品全集の一環として録音を行い、シェヴァ・レコードより発売した。